# برایان ویلسون
برایان داگلاس ویلسون (انگلیسی: Brian Douglas Wilson؛ ۲۰ ژوئن ۱۹۴۲ – ۱۱ ژوئن ۲۰۲۵) موسیقی‌دان، ترانه‌سرا، خواننده و تهیه‌کننده موسیقی آمریکایی و یکی از بنیان‌گذاران گروه بیچ بویز بود. او به دلیل رویکردهای نوآورانه‌اش در آهنگسازی پاپ و تسلط بر روش‌های ضبط، اغلب به‌عنوان نابغه‌ای در موسیقی شناخته می‌شود و به‌عنوان یکی از تأثیرگذارترین و خلاق‌ترین ترانه‌سرایان سده ۲۰ (میلادی) مورد تحسین قرار گرفته است. آثار ویلسون به‌خاطر ارزش‌های تولیدی بالا، هارمونی و ارکستراسیون پیچیده، لایه‌بندی‌های صوتی و مضامین درون‌گرایانه یا ساده‌دلانه مشهور هستند. او همچنین به‌خاطر دامنه صوتی متنوع خود شناخته می‌شد. ویلسون در طول زندگی با مشکلات سلامت روان دست‌وپنجه نرم می‌کرد.
ویلسون تحت تأثیر هنرمندانی چون جرج گرشوین، گروه فور فرشمن، فیل اسپکتور و جرج گرشوین قرار گرفت. او فعالیت حرفه‌ای خود در سال ۱۹۶۱ را با بیچ بویز آغاز کرد و به‌عنوان ترانه‌سرا، تهیه‌کننده، خواننده اصلی مشترک، نوازنده گیتار بیس، نوازنده کیبورد موسیقی و رهبر دفاکتو گروه فعالیت داشت. او پس از امضای قرارداد با کپیتال رکوردز در ۱۹۶۲ به‌عنوان نخستین موسیقی‌دان پاپ شناخته شد که خودش ترانه‌هایش را می‌نوشت، تنظیم، تهیه و اجرا می‌کرد. او همچنین آثار گروه‌های دیگری را تهیه‌کنندگی کرد. برایان ویلسون تا اواسط دهه ۱۹۶۰ بیش از بیست ترانه در فهرست ۴۰ ترانه برتر آمریکا را به تنهایی یا مشترکا نوشته بود. ویلسون از نخستین تهیه‌کنندگانی بود که از استودیوی ضبط موسیقی استفاده کرد. بطوریکه استودیو را نه‌فقط مکانی برای ضبط صدا بلکه مانند یک ساز موسیقی به کار برد.
در سال ۱۹۶۴ ویلسون دچار فروپاشی عصبی شد و از تورهای کنسرت کناره‌گیری کرد تا بر ترانه‌سرایی و تهیه‌کنندگی تمرکز کند. این تصمیم به خلق آثاری چون آلبوم پت ساوندز گروه بیچ بویز منجر شد. همچنین آلبوم ناتمام اسمایل از نتایج این دوره بود. در اواخر دهه ۱۹۶۰ بهره‌وری و سلامت روان ویلسون به شدت کاهش یافت و دوره‌هایی از انزوا، پرخوری و سوءمصرف مواد مخدر را تجربه کرد. نخستین بازگشت حرفه‌ای او با آلبوم تقریباً انفرادی در سال ۱۹۷۷ رخ داد. در دهه ۱۹۸۰ او با روان‌شناسش، یوجین لندی رابطه‌ای بحث‌برانگیز در زمینه خلاقیت و تجارت برقرار کرد و با آلبوم انفرادی برایان ویلسون (۱۹۸۸) حرفه انفرادی‌اش را بازسازی کرد. ویلسون در سال ۱۹۹۱ از لندی جدا شد و از ۱۹۹۹ تا ۲۰۲۲ به‌عنوان هنرمند انفرادی به‌طور منظم تور برگزار کرد.
ویلسون با ارتقای موسیقی پاپ به سطح یک هنر، به نوازندگان تحت قرارداد شرکت‌های ضبط، استقلال خلاقانه بی‌سابقه‌ای بخشید. او بر ژانرها و جنبش‌های متعددی از جمله صدای کالیفرنیا، آرت پاپ، سایکدلیک، چیمبر پاپ، موسیقی پراگرسیو، پانک، آوت‌سایدر و سان‌شاین پاپ تأثیر گذاشت. از دهه ۱۹۸۰، نفوذ او به سبک‌هایی چون پست-پانک، ایندی راک، ایمو، دریم پاپ، شیبویا-کی و چیل‌ویو گسترش یافت. او جوایز متعددی از جمله دو جایزه گرمی و جایزه مرکز کندی دریافت کرد و همچنین نامزد جایزه گلدن گلوب و امی پرایم‌تایم شد. در سال ۱۹۸۸ به تالار مشاهیر راک اند رول و در سال ۲۰۰۰ به تالار مشاهیر ترانه‌پردازان راه یافت. زندگی و حرفه او در فیلم بیوگرافی عشق و بخشش در سال ۲۰۱۴ به تصویر کشیده شد.